# Ludwigsstadt
Ludwigsstadt è un comune tedesco di 3 737 abitanti, situato nel land della Baviera.